# Peaky Blinders (banda criminal)
Els Peaky Blinders van ser una banda criminal de Birmingham, Anglaterra, al pas del segle xix al segle xx, durant l'era victoriana. Els membres d'aquesta colla portaven un abillament característic: jaquetes a mida, capot de solapa, armilles amb botons, mocadors de seda, pantalons de campana, botes de cuir i gorres planes amb visera. Va ser una de les moltes colles juvenils urbanes en aquella època.

## Nom
Segons l'historiador Carl Chinn, es deia que el nom «Peaky Blinders» provenia de la pràctica de cosir fulles de navalla a la vora de les seves gorres angleses, les quals utilitzaven com a armes. Chinn ho considera poc realista i diu que una altra explicació és que «peakys» era un sobrenom comú per a les populars gorres angleses amb visera. Les colles eren conegudes per tenir un estil de roba distintiu, portant gorres angleses, corbates, pantalons acampanats i jaquetes "en què la línia de botons de llautó en la part frontal inferior donava una especial distinció". La seva vestimenta era similar a la d'altres colles de Manchester, força nombroses durant l'època.

## Història
El fet de si els Peaky Blinders van ser una sola colla o si fou un terme local de Birmingham per a una forma de subcultura juvenil violenta és encara debatut. Eric Moonman afirma que, a Birmingham, les colles juvenils eren conegudes com a «peaky blinders» o com «sloggers». El sociòleg Paul Thompson va assenyalar que "aquestes colles atacarien un borratxo i probablement el deixarien inconscient a les canaletes. Si no poden fer ensopegar o tombar un home, l'estomacaran utilitzant les sivelles dels cinturons, de forma similar als Scuttlers de Manchester (...) Poden usar un ganivet, un ferro, un trinxant o qualsevol cosa."

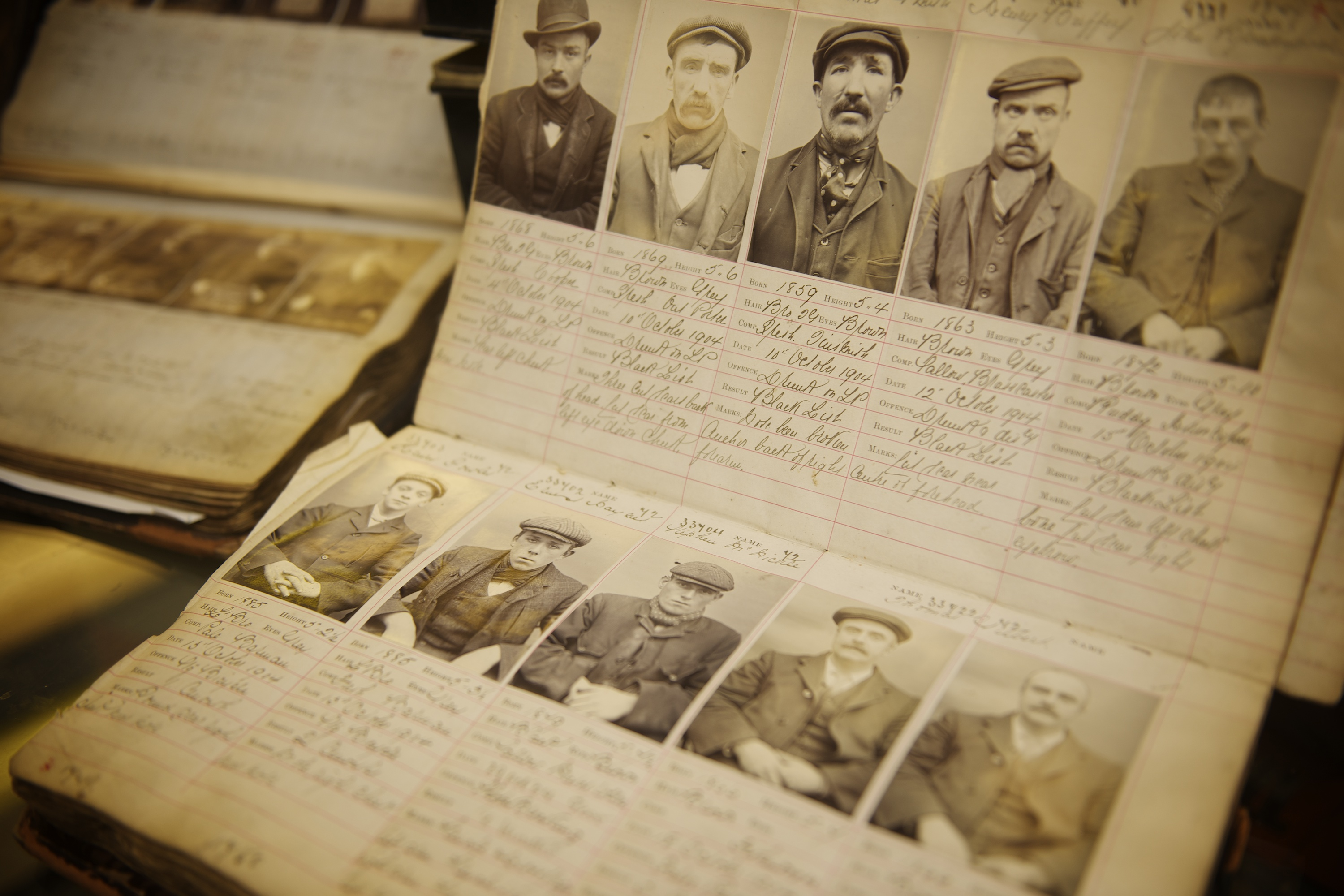
Registres policials dels autèntics Peaky Blinders.

Philip Gooderson, autor del llibre The gangs of Birmingham, afegeix que el terme Peaky Blinders va néixer en referència a una sola colla, però que més tard va esdevenir genèric. Una colla anterior coneguda com els Cheapside Sloggers havia sorgit en la dècada de 1870, i el terme «sloggers» («lluitadors»), s'havia ja convertit en l'epònim de banda de carrer quan els Peaky Blinders van emergir a la darreria del segle al carrer Adderley, a les àrees de Bordesley i Small Heath, barris baixos i extremadament pobres de Birmingham. Els Peaky Blinders es van distingir pel seu elegant estil de vestimenta, a diferència de les colles precedents. Els membres més prominents de la colla van ser David Taylor, Earnest Haynes, Harry Fowles, Stephen McNickle i Thomas Gilbert. Fowles, conegut com a "Baby face", va ser arrestat als 19 anys per robar una bicicleta l'octubre de 1904. McNickle i Haynes també van ser arrestats al mateix temps per robar una bicicleta i per violació de domicili respectivament. Cadascun va ser arrestat durant un mes pels seus delictes. Els registres de la policia de West Midlands van descriure als tres arrestats com a «joves amb la boca bruta que aguaiten als carrers en grups de borratxos, insultant i atracant als vianants». Taylor va ser arrestat als 13 anys per portar una arma de foc carregada.
Els Peaky Blinders, després d'establir un territori controlat, van començar a expandir la seva empresa criminal des de la fi del segle xix. Les seves activitats incloïen extorsió, frau, suborn, contraban, segrest, robatori i joc d'apostes. La historiadora Heather Shor, de la Universitat de Leeds, afirma que els Blinders estaven més enfocats en la lluita de carrer, robatori i xantatge, en oposició al crim organitzat.
Després de gairebé una dècada de control territorial, la seva creixent influència va atreure l'atenció d'una banda més gran, els Birmingham Boys. L'expansió dels Peaky Blinders en hipòdroms va provocar violentes reaccions per part de la banda rival. Les famílies de Peaky Blinder es van distanciar físicament del centre de Birmingham cap al camp. Amb la retirada dels Blinders del submón criminal, la banda de Sabini es va unir a la colla Birmingham Boys per assegurar el control sobre el centre d'Anglaterra en la dècada de 1930.
A mesura que la banda dels Peaky Blinders va disminuir, el seu nom es va utilitzar com a terme genèric per descriure els joves violents del carrer. Les activitats de les bandes van durar des de la dècada de 1890 fins a 1910.
Les parelles dels membres de la colla també van tenir un estil distintiu: "sumptuosa exhibició de perles, el serrell ben desenvolupat que oculta la totalitat del front i descendeix gairebé fins als ulls, i el característic mocador de seda acolorida que cobreix la seva gola." Els membres sovint adoptaven una actitud violent cap a les seves parelles, una de les quals va comentar: "Et pessiga i et pega cada vegada que t'acompanya a caminar. I si parles amb un altre tipus no l'importa estomacar-te."

## En la cultura popular
Una sèrie de televisió de la BBC anomenada Peaky Blinders i protagonitzada per Cillian Murphy es va començar a emetre a l'octubre del 2013. Segueix la història d'una colla en el període posterior a la Primera Guerra Mundial a l'àrea de Small Heath. La seva segona temporada va ser emesa el 2014 i la tercera va començar al maig del 2016. La quarta es va estrenar en l'últim trimestre del 2017, mentre que la cinquena temporada arribà el 2019.